# João Neiva
João Neiva is een gemeente in de Braziliaanse deelstaat Espírito Santo. De gemeente telt 14.621 inwoners (schatting 2009).

## Aangrenzende gemeenten
De gemeente grenst aan Ibiraçu, Aracruz, Linhares, Colatina, Santa Teresa en São Roque do Canaã.

## Verkeer en vervoer
De plaats ligt aan de wegen BR-101 en BR-259.
Bij de plaats loopt er een spoorlijn.